# رانتوم
رانتوم (به آلمانی: Rantum) یک منطقهٔ مسکونی در آلمان است که در Sylt واقع شده‌است. رانتوم ۵۶۱ نفر جمعیت دارد.